# خوزه دیاز پابلو
خوزه دیاز پابلو (انگلیسی: José Díaz Pablo؛ زادهٔ ۱۸ مارس ۱۹۴۵) بازیکن فوتبال اهل اسپانیا است.
از باشگاه‌هایی که در آن بازی کرده‌است می‌توان به باشگاه فوتبال آلکورکون اشاره کرد.